# Strada provinciale 61 Val di Sambro
La strada provinciale 61 Val di Sambro è una strada provinciale italiana della città metropolitana di Bologna.

## Percorso
Parte a Rioveggio (frazione di Monzuno) dall'ex SS 325 e risale la valle del Sambro in direzione meridionale, incontrando le località Pian di Lama e Valle. In quest'ultima attraversa il torrente ed entra nel comune di San Benedetto Val di Sambro. Salendo di quota incrocia la SP 60 e le frazioni di Sant'Andrea e Montefredente (693 m s.l.m.), luogo dove abbandona la valle del Sambro e comincia la discesa a Pian del Voglio. Serve infine la frazione di Ginestrella, prima di terminare sul confine con la città metropolitana di Firenze. La strada successivamente continua sotto il nome di SP 59 "di Bruscoli".